# ダニー・エルフマン
ダニー・エルフマン（Danny Elfman、1953年5月29日 - ）は、アメリカ合衆国の音楽家。ロックバンドのオインゴ・ボインゴの元リーダー。カリフォルニア州出身。

## 来歴

### 若年期
カリフォルニア州ロサンゼルス生まれ。母のブロッサム（Blossom Elfman）は作家と教師で、父親のミルトン Milton Elfman もアメリカ空軍に属する教師だった。多くの民族が混在するボールドウィン地区で育ち、映画館に入り浸って映画に慣れ親しんでいくうちに、バーナード・ハーマンやフランツ・ワックスマンらの音楽に影響を受けていく。高校へ進学するとスカ・バンドを結成して音楽活動をスタートさせるも、少しして高校を中退。兄のリチャードと共にフランスへ渡り、アバンギャルドの音楽劇団で経験を積んだ。後にアフリカへ渡るが、滞在中にマラリアにかかったことがきっかけで帰国し、カリフォルニア芸術大学で音楽について学ぶ。だがその際には正式な生徒ではなかった。

### オインゴ・ボインゴ
1995年に解散し、今でもロサンゼルスを中心にBOINGOLOID（ボインゴロイド）といわれる根強いファンをもつロックバンドオインゴ・ボインゴの元リーダーでもあり、現在は、オインゴ・ボインゴ時代から手がけていた映画音楽を中心に活動している。実兄であり、オインゴ・ボインゴの前身バンドのザ・ミスティック・ナイツ・オブ・ジ・オインゴ・ ボインゴで活動を共にしたリチャード・エルフマンが監督した『フォービデン・ゾーン』で映画音楽を初めて手がける。その後、オインゴ・ボインゴのファンであった、当初はまだ新米の映画監督ティム・バートンから声をかけられ『ピーウィーの大冒険』の音楽を担当する。しかし、それまで基礎的なトレーニングとオーケストレーションの経験がなかったエルフマンは、バートンの申し出を不安がったのだが、オインゴ・ボインゴのメンバーで、ギタリスト兼アレンジャーであったスティーブ・バーテックの手助けにより素晴らしい成果を残す。その後も、バーテックはダニー・エルフマンが音楽を手がける映画でエルフマンと共に活動をしている。
エルフマンはオインゴ・ボインゴとして活動中の1984年に、映画音楽ではない唯一のポップス／ロックアルバムを発表している。しかし『SO-LO』と題されたこのアルバムは名義こそダニー・エルフマンとなっているものの、実情はオインゴ・ボインゴ4作目のアルバム用に書かれた楽曲がバンドにそぐわなかった為にエルフマンのソロ名義として発表されたものである。作曲・編曲・演奏のすべてはオインゴ・ボインゴにより行われたため、実質オインゴ・ボインゴのアルバムとして捉えられている。

### 作曲家として

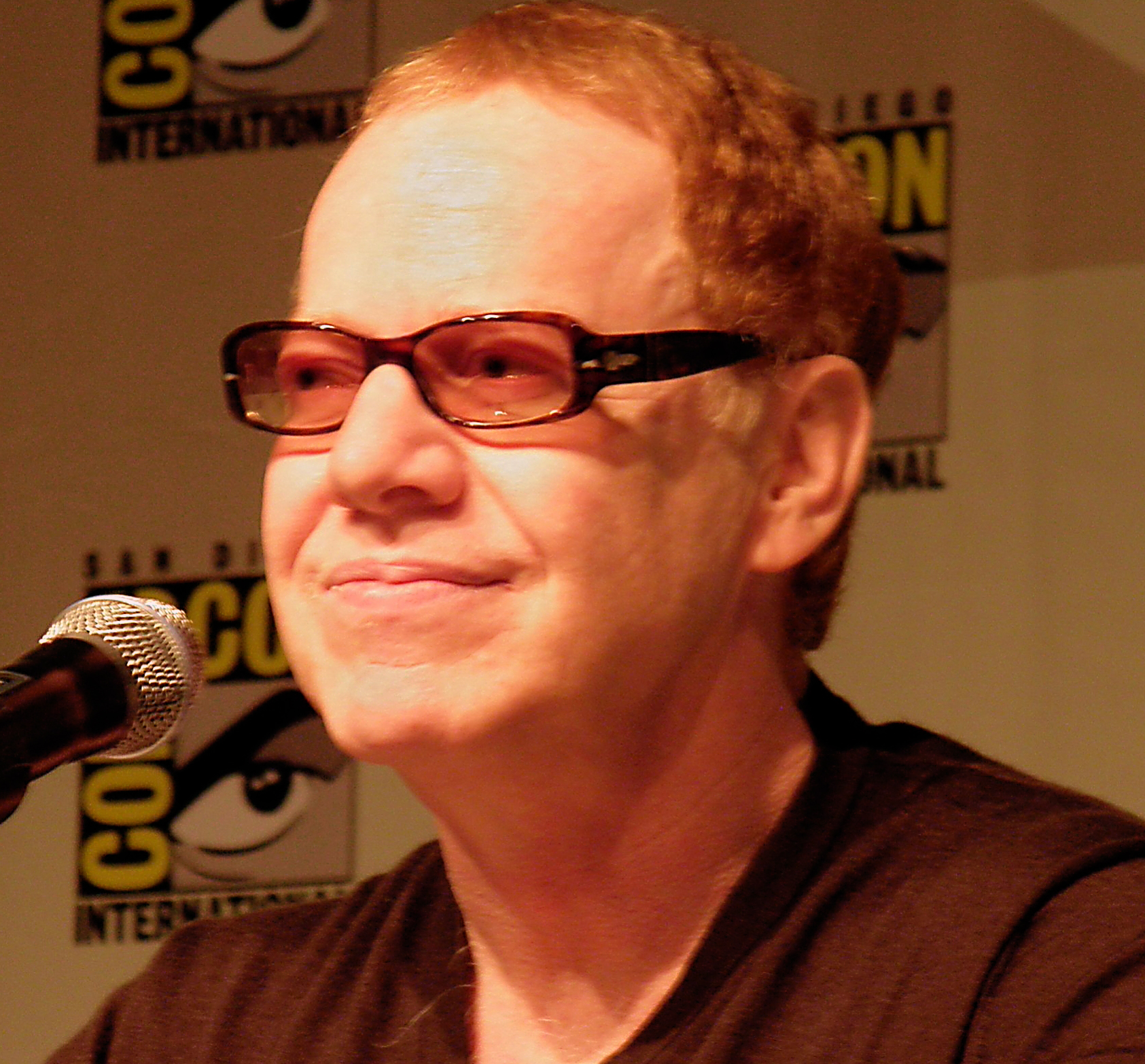
2010年のコミコンにて

ティム・バートンやサム・ライミの映画では常連であり、特にバートンとは『ピーウィーの大冒険』以降、『エド・ウッド』（この時期、喧嘩別れしていたらしい）と『スウィーニー・トッド フリート街の悪魔の理髪師』と『ミス・ペレグリンと奇妙なこどもたち』を除く監督作全作の音楽と、バートン製作の『ナイトメアー・ビフォア・クリスマス』の音楽および主人公ジャックの歌パート、さらには声優としても参加するなど、バートン映画に於ける重要な要素の一つとも言える活躍ぶりを示している。『チャーリーとチョコレート工場』で登場するウンパルンパの歌う曲は、すべてダニー・エルフマン一人による声である。
映画音楽の他にも、テレビドラマなどのテーマ音楽も手がけ、アニメ『ザ・シンプソンズ』や『デスパレートな妻たち』、オムニバスドラマ『ハリウッド・ナイトメア』のテーマ曲や、スティーヴン・スピルバーグ製作の『世にも不思議なアメージング・ストーリー』の数エピソードの音楽など、映画以外でも活躍している。最近では、クラシックの世界にも進出し、コンサートなども開いた。近年発売された「Serenada Schizophrana」のCDに、更に磨きがかかったエルフマン流のクラシック音楽が収録されている。

## 家族・血縁
2003年11月29日、自身のファンであったブリジット・フォンダと結婚した。兄は『フォービデン・ゾーン』などのカルト映画で名を馳せる、映画監督のリチャード・エルフマン。女優のジェナ・エルフマンとは顔の系統が似ているため血縁関係にあると間違われるが、兄リチャードの息子である俳優ボディ・エルフマンの妻であり、ダニーにとっては甥嫁にあたる。

## 役者として
兄である映画監督のリチャード・エルフマンのカルト作品『フォービデン・ゾーン』では、サタン役で役者として出演している。オインゴ・ボインゴのメンバーも出演しており、エルフマンの鬼気迫る演技を見ることが出来る。

## 来日
- かつてロックバンド「オインゴ・ボインゴ」時代に来日したことがあるが、近年では映画『チャーリーとチョコレート工場』のプロモーションで、監督のティム・バートン、ウィリー・ウォンカ役のジョニー・デップ、プロデューサーのリチャード・D・ザナックらと共に来日した。その際には、六本木ヒルズで行われたプレミアイベントにも出席している。
- 1977年に第8回世界歌謡祭 World Popular Song Festival in Tokyo '77 への出場のためザ・ミスティック・ナイツ・オブ・ジ・オインゴ・ボインゴとして来日し「Oh,“Dominique”Send Me(飛んでけドミニク)」を演奏、世良公則&ツイストやジョージ・チャキリスなどと競い合った（共に本選出場）。
- 2014年に『ティム・バートン&ダニー・エルフマン/ 映画音楽コンサート』が東京国際フォーラムで開催され、エルフマン自身も来日してステージ上で歌唱パフォーマンスも行った。2015年に開催されたエルフマンが担当したディズニー映画『アリス・イン・ワンダーランド』と『ナイトメア・ビフォア・クリスマス』のコンサートでも再来日している。今回の『アリス・イン・ワンダーランド』では、NHK東京児童合唱団が少年合唱として男の子数人が出演した。

## 影響

### 受けた影響
- インタビューでエルフマンは、同じく映画音楽家であるバーナード・ハーマンやニーノ・ロータから多くの影響を受けたと語っている。

### 与えた影響
- ハリウッドの業界内でも彼のファンは多く、映画監督のポール・トーマス・アンダーソンは、『マグノリア』の宣伝で来日した際に、記者会見でエルフマンのファンであることを明かしている。
- ロサンゼルスのライブハウスROXYでエルフマン率いるオインゴ・ボインゴを見初めた庄野真代は製作予定であった自身のアルバム『逢・愛・哀』（1982）の編曲およびバックバンドとしてオインゴ・ボインゴを呼び入れた。庄野真代のディスコグラフィーの中でも異彩を放っている。

## 作品

### 映画
- フォービデン・ゾーン Forbidden Zone（1980年）音楽・出演
- 独身SaYoNaRa!/バチュラー・パーティー Bachelor Party（1984年）
- ピーウィーの大冒険 Pee-Wee's Big Adventure（1985年）
- バック・トゥ・スクール Back to School（1986年）
- ウィズダム/夢のかけら Wisdom（1986年）
- サマースクール Summer School（1987年）
- ミッドナイト・ラン Midnight Run（1988年）
- ビートルジュース Beetlejuice（1988年）
- マネーゲームで大逆転/しゃべった!走った!もうかった! Hot to Trot（1988年）
- 3人のゴースト Scrooged（1988年）
- ピーウィー・ハーマンの空飛ぶサーカス Big Top Pee-Wee（1988年）
- バットマン Batman（1989年）
- ミディアン Nightbreed（1990年）
- ディック・トレイシー Dick Tracy（1990年）
- シザーハンズ Edward Scissirhands（1990年）
- ダークマン Darkman（1990年）
- バットマン・リターンズ Batman Returns（1992年）
- ドク・ソルジャー/白い戦場 Article 99（1992年）
- キャプテン・スーパーマーケット/死霊のはらわたIII Army of Darkness Evil Dead 3（1992年）
- ジャック・サマースビー Sommersby（1993年）
- ナイトメアー・ビフォア・クリスマス The Nightmare Before Christmas（1993年）音楽・声の出演
- 黒馬物語 Black Beauty（1994年）
- 黙秘 Dolores Claiborne（1994年）
- ダークマン2 Darkman 2: The Return of Durant（1994年）テーマ音楽
- シュランケン・ヘッド/アメリカの怪談 Shrunken Heads（1994年）テーマ音楽
- 誘う女 To Die For（1995年）
- ダーク・ストリート/仮面の下の憎しみ Dead President（1995年）
- 連鎖犯罪/逃げられない女 Freeway（1996年）
- ミッション:インポッシブル Mission Impossible（1996年）
- ボディ・バンク Extreme Measures（1996年）
- さまよう魂たち The Frighteners（1996年）
- マーズ・アタック! Mars Attacks!（1996年）
- メン・イン・ブラック Men In Black（1997年）アカデミー賞作曲賞ノミネート
- フラバー Flubber（1997年）
- グッド・ウィル・ハンティング/旅立ち Good Will Hunting（1997年）アカデミー賞作曲賞ノミネート
- ブラボー火星人2000 My Favorite Martian（1998年）テーマ音楽
- シンプル・プラン A Simple Plan（1998年）
- サイコ Psycho（1998年）バーナード・ハーマンのオリジナル・スコアを殆ど改変せず独自の演奏効果を駆使して「再構成」
- ハーモニーベイの夜明け Instinct（1999年）
- スリーピー・ホロウ Sleepy Hollow（1999年）
- シビル・アクション A Civil Action（1999年）
- 地上より何処かで Anywhare But Here（1999年）
- プルーフ・オブ・ライフ Proof of Life（2000年）
- ギフト The Gift（2000年）出演のみ
- ティム・バートンのステインボーイ The World of Stainboy（2000年）テーマ音楽
- 天使のくれた時間 The Family Man（2000年）
- PLANET OF THE APES/猿の惑星 Planet of the Apes（2001年）
- スパイキッズ Spy Kids（2001年）
- ハートブレイカー Heartbreakers（2001年）
- ノボケイン/局部麻酔の罠 Novocaine（2001年）テーマ音楽
- レッド・ドラゴン Red Dragon（2002年）
- メン・イン・ブラック2 Men In Black 2（2002年）
- スパイキッズ2 失われた夢の島 Spy Kids 2: The Island of Lost Dreams（2002年）テーマ音楽
- スパイダーマン Spider-Man（2002年）
- シカゴ Chicago（2002年）
- ビッグ・フィッシュ Big Fish（2003年）アカデミー賞作曲賞ノミネート
- ハルク Hulk（2003年）
- スパイダーマン2 Spider-Man 2（2004年）
- チャーリーとチョコレート工場 Charlie and the Chocolate Factory（2005年）音楽・声の出演
- ティム・バートンのコープスブライド Corpse Bride（2005年）音楽・声の出演
- ブルーオアシスII 3D Deep Sea 3D（2006年）
- ナチョ・リブレ 覆面の神様 Nacho Libre（2006年）
- シャーロットのおくりもの Charlotte's Web（2006年）
- ルイスと未来泥棒 Meet the Robinsons（2007年）
- キングダム/見えざる敵 The Kingdom（2007年）
- ヘルボーイ/ゴールデン・アーミー Hellboy II: The Golden Army（2008年）
- ウォンテッド Wanted（2008年）
- ミルク Milk（2008年）アカデミー賞作曲賞ノミネート
- ターミネーター4 Terminator Salvation（2009年）
- ウッドストックがやってくる! Taking Woodstock（2009年）
- ウルフマン The Wolfman（2010年）
- アリス・イン・ワンダーランド Alice in Wonderland（2010年）
- スリーデイズ The Next Three Days(2010年)
- 永遠の僕たち Restless（2011年）
- リアル・スティール Real Steel（2011年）
- ダーク・シャドウ Dark Shadows（2012年）
- メン・イン・ブラック3 Men in Black III（2012年）
- 世界にひとつのプレイブック Silver Linings Playbook（2012年）
- フランケンウィニー Frankenweenie（2012年）
- ヒッチコック Hitchcock（2012年）
- オズ はじまりの戦い Oz: the Great and Powerful（2013年）
- フィフティ・シェイズ・オブ・グレイ Fifty Shades of Grey（2015年）
- アベンジャーズ/エイジ・オブ・ウルトロン Avengers: Age of Ultron（2015年）
- グースバンプス モンスターと秘密の書 Goosebumps（2015年）
- アリス・イン・ワンダーランド/時間の旅 Alice Through the Looking Glass（2016年）
- ガール・オン・ザ・トレイン The Girl on the Train（2016年）
- フィフティ・シェイズ・ダーカー　Fifty Shades Darker（2017年）
- すばらしき映画音楽たち（2017年、ドキュメンタリー映画） - 出演
- ザ・サークル The Circle（2017年）
- ジャスティス・リーグ Justice League（2017年）
- チューリップ・フィーバー 肖像画に秘めた愛 Tulip Fever（2017年）
- フィフティ・シェイズ・フリード Fifty Shades Freed（2018年）
- グリンチ The Grinch（2018年）
- ドント・ウォーリー Don't Worry, He Won't Get Far on Foot（2018年）
- ダンボ Dumbo（2019年）
- メン・イン・ブラック:インターナショナル Men in Black: International（2019年）
- ドクター・ドリトル Dolittle（2020年）
- ドクター・ストレンジ/マルチバース・オブ・マッドネス Doctor Strange in the Multiverse of Madness（2022年）
- ホワイト・ノイズ White Noise（2022年）
- Beetlejuice Beetlejuice（2024年予定）

### テレビ番組
- 世にも不思議なアメージング・ストーリー Amazing Stories（1986年）
- 新ヒッチコック劇場「ザ・ジャー」（1986年）ティム・バートン監督の一編
- 俺がハマーだ! Sledge Hammer!（1986年）テーマ音楽
- ハリウッド・ナイトメア Tales from the Crypt（1989年）テーマ音楽
- ザ・シンプソンズ The Simpsons（1989年）オープニングテーマ
- ザ・フラッシュ The Flash（1990年）
- デスパレートな妻たち Desperate Housewives（2004年）テーマ音楽

### ソロアルバム
- SO-LO（1984年）
- Big Mess（2021年）[2]

## 主な受賞・ノミネート
- アカデミー賞
  - メン・イン・ブラック（1997年、ノミネート）
  - グッド・ウィル・ハンティング（1997年、ノミネート）
  - ビッグ・フィッシュ（2003年、ノミネート）
  - ミルク（2009年、ノミネート）
- エミー賞
  - ザ・シンプソンズ（1989年、ノミネート）
  - デスパレートな妻たち（2004年、受賞）
- ゴールデン・グローブ賞
  - ナイトメア・ビフォア・クリスマス（1993年、ノミネート）
  - ビッグ・フィッシュ（2003年、ノミネート）